# Jean Girault
Jean Girault (Villenauxe-la-Grande, 9 mei 1924 – Parijs, 20 juli 1982) was een Franse filmregisseur en scenarioschrijver, vooral bekend van de zes komische 'Le Gendarme'-films. Girault behoort tot de top van de Franse cineasten, samen met André Hunebelle, Gérard Oury, Francis Veber, Henri Verneuil, Claude Zidi, Luc Besson, Jacques Tati en Dany Boon.

## Leven en werk
Na een filmopleiding was hij in de filmwereld aanvankelijk werkzaam als scenarist - Un jour avec vous uit 1952 was de eerste film die hij zelf schreef - en als regieassistent van onder meer Marcel Blistène en Pierre Chevalier.
Hij maakte zijn regie-debuut in 1960, met de film Les Pique-assiette. Van meet af aan specialiseerde hij zich in het komische genre. In 1964 realiseerde hij Le Gendarme de Saint-Tropez, het startschot van een enorm populaire reeks van zes Gendarme-films, met Louis de Funès in de hoofdrol. Na deze film was Les grandes vacances uit 1967 was zijn belangrijkste commerciële film.   
De Gendarme-filmserie bestaat verder uit Le Gendarme à New York (1965), Le Gendarme se marie (1968), Le Gendarme en balade (1970), Le Gendarme et les Extra-terrestres (1978) en Le Gendarme et les Gendarmettes (1982). De Funès vormde er telkens vaste equipe met Michel Galabru, Jean Lefebvre en Claude Gensac. 
Girault werd ook weleens gecrediteerd met zijn pseudoniem 'Richard Owens'. In totaal heeft hij 32 films geregisseerd, pretentieloze komedies. Samen met zijn jeugdvriend Jacques Vilfrid schreef hij mee aan het scenario van het merendeel van zijn films.
Girault werkte graag samen met vaste acteurs. Zo deed hij onder meer zestien keer een beroep op Michel Galabru  en twaalf keer op Louis de Funès. Ook 
Jean Lefebvre, Darry Cowl en Francis Blanche waren meermaals te zien in zijn films.
In 1982 stierf Jean Girault op 58-jarige leeftijd in Parijs aan de gevolgen van tuberculose, terwijl hij nog bezig was met het inblikken van de laatste 'Le Gendarme'-film. De regie werd hierop overgenomen door Tony Aboyantz.

## Filmografie
- 1960: Les Pique-assiette (met Darry Cowl en Francis Blanche)
- 1961: Les Moutons de Panurge (met Darry Cowl)
- 1961: Les Livreurs (met Darry Cowl et Francis Blanche)
- 1963: Les Veinards (sketchenfilm, episodes Le vison, Le repas gastronomique en Le yacht)
- 1963: Les Bricoleurs (met Darry Cowl en Francis Blanche)
- 1963: Pouic-Pouic (met Louis de Funès en Jacqueline Maillan)
- 1963: Faites sauter la banque ! (met Louis de Funès en Jean-Pierre Marielle)
- 1964: Les Gorilles (met Darry Cowl en Francis Blanche)
- 1964: Le Gendarme de Saint-Tropez (met Louis de Funès)
- 1965: Le Gendarme à New York (met Louis de Funès)
- 1966: Monsieur le président-directeur général (met Pierre Mondy, Michel Galabru en Jacqueline Maillan)
- 1967: Les grandes vacances (met Louis de Funès)
- 1968: Le gendarme se marie (met Louis de Funès)
- 1968: Un drôle de colonel (met Jean Lefebvre en Jean Yanne)
- 1969: La Maison de campagne (met Jean Richard en Danielle Darrieux)
- 1970: Le Gendarme en balade (met Louis de Funès)
- 1971: Jo (met Louis de Funès en Bernard Blier)
- 1971: Le Juge (met Pierre Perret)
- 1972: Les Charlots font l'Espagne (met Les Charlots)
- 1973: Le Concierge (met Bernard Le Coq, Michel Galabru en Daniel Ceccaldi)
- 1973: Le Permis de conduire (met Louis Velle)
- 1974: Deux grandes filles dans un pyjama (met Philippe Nicaud)
- 1975: L'Intrépide (met Louis Velle)
- 1976: Les murs ont des oreilles (met Louis Velle)
- 1976: L'Année sainte (met Jean Gabin en Jean-Claude Brialy)
- 1977: Le mille-pattes fait des claquettes (met Francis Perrin)
- 1978: L'Horoscope
- 1978: Sam et Sally (2 episodes van de televisieserie: Le Collier en Isabelita)
- 1978: Le Gendarme et les Extra-terrestres (met Louis de Funès)
- 1979: L'Avare (met Louis de Funès en Michel Galabru)
- 1981: La soupe aux choux (met Louis de Funès en Jean Carmet)
- 1981: Ach du lieber Harry (met Dieter Hallervorden)
- 1982: Le Gendarme et les Gendarmettes (met Louis de Funès)